# Langmaker
Langmaker foi um sistema Wiki que reúne centenas de línguas construídas e seus respectivos autores, contando com diversas informações sobre idiomas construídos como o Esperanto, o Volapük, o Ido, dentre outros.

## Ligações Externas
- (em inglês) Conheça o Langmaker (arquivo)